# Mesochorus trossulus
Mesochorus trossulus là một loài tò vò trong họ Ichneumonidae.